# Эдикт 1577 года
Эдикт 1577 года (также известен как Бессрочный эдикт) был подписан 12 февраля 1577 г. в Марш-ан-Фамене новым испанским генерал-губернатором Габсбургских Нидерландов Хуаном Австрийским.

## История
Это соглашение предусматривало вывод испанских войск из Нидерландов. Кроме того, стороны соглашались поддерживать принципы Гентского умиротворения в обмен на поддержку Генеральными штатами испанской монархии и католицизма. Поначалу указ был хорошо принят.
Помимо пунктов Гентского умиротворения:
- Мятежные провинции признали Филиппа II своим королем, а Хуана Австрийского — его наместником;
- В мятежных провинциях не препятствовали католицизму;
- Испанские, итальянские, немецкие и бургундские терции должны покинуть Нидерланды (за исключением герцогства Люксембург и графства Линген) через двадцать дней после ратификации указа королём. Католицизм сохранялся в Рурмонде, осаждавшийся голландцами с октября 1577 г. по январь 1578 г.[8]
- Обе стороны откажутся от любого союза, противоречащего указу;
- Всеобщая амнистия.

## Последствия
Прибытие эрцгерцога Матвея под предлогом провозглашения себя губернатором Нидерландов, утопия возвращения к католицизму в уже ставших протестантских провинциях и разногласия между католиками и протестантами не позволили документу реализоваться.
Однако 24 июля 1577 года Хуан открыто порвал с Генеральными штатами и начал стягивать войска в Намюр, заняв замок Живе. Елизавета I одобрила оба документа, и предложила голландцам ссуды и военную помощь. Когда стало ясно, что Хуан откажется от своего соглашения, английская королева была готова предоставить 100 тыс. фунтов и войска в случае атаки испанцев.
Английские деньги пошли на собранную пфальцграфом Рейна Иоганна Казимира армию наёмников, которая к моменту окончания казны успела дойти до Брабанта.

## Пимечания
1. 1 2 3 4  Duke, 2003, p. 189.
2. ↑  van Gelderen, 2002, p. 47.
3. ↑  Wernham, 1968, p. 276.
4. ↑  Brouwer, 2016, p. 223.
5. ↑  Nexon, 2009, p. 216.
6. 1 2  Lovett, 1982.
7. 1 2  Doran, 2000, p. 33.
8. ↑  «Belegering Roermond 1578 Архивная копия от 27 января 2023 на Wayback Machine». www.ppsimons.nl. Consultado el 16 de diciembre de 2022.
9. ↑  Всемирная история. Энциклопедия. Том 4. (1958 год) (Сборник). Глава XI. Нидерланды в XVI и первой половине XVII в. 1. Нидерландская революция. Дата обращения: 5 июня 2023. Архивировано 14 марта 2022 года.
10. ↑  Pieter Geyl History of the Dutch speaking people